# Bardaos (Tordoya)
Bardaos (llamada oficialmente Santa María de Bardaos) es una parroquia española del municipio de Tordoya, en la provincia de La Coruña, Galicia.

## Entidades de población
Entidades de población que forman parte de la parroquia:
- Abeleira (A Abeleira)
- Albán
- Arcai
- Barral (O Barral)
- Bouzas (As Bouzas)
- Brandarís
- Cabanelas
- Camposoandres (Campo Soandres)
- Castro (O Castro)
- Cerdeiras (As Cerdeiras)
- Fontaíñas (As Fontaíñas)
- Frixoi
- Nogueira (A Nogueira)
- O Nabal Vello
- O Penedo
- Outeiro (O Outeiro)
- Pedrouzo (O Pedrouzo)
- Petón (O Petón)
- Picota (A Picota)
- Rabo de Lobo
- Santiavedra
- Tablilla (A Tablilla)
- Uces (As Uces)
- Vilamartín
- Vilaprego
- Vilar (O Vilar)

## Demografía
| Gráfica de evolución demográfica de Bardaos entre 2000 y 2019 |
|                                                               |
| Datos según el nomenclátor publicado por el INE.              |